# Estación de Penitenciaría (Metrorrey)
La estación Penitenciaría es una estación perteneciente a la línea 1 del sistema Metrorrey, está localizada en la avenida Rodrigo Gómez, cerca de la Penitenciaría del Estado y del parque Libertad, donde hasta el 30 de septiembre de 2019 se localizaba el Penal del Topo Chico.
Esta estación ofrece servicio a la colonia Valle Morelos y al fraccionamiento Simón Bolívar, además es accesible para personas que padezcan de alguna discapacidad.
El logotipo de esta estación es representado por una balanza la cual, representa la equidad en la justicia. 